# محافظة الزلفي
محافظة الزلفي إحدى محافظات منطقة الرياض العشرين في إقليم اليمامة الواقع وسط المملكة العربية السعودية، تعتبر محافظة الزلفي من المحافظات المتميزة بموقعها الإستراتيجي حيث تربط شمال شرق المملكة ودول الخليج بالديار المقدسة. تُعتَبر من المناطق الآهلة بالسكان، وتقع المحافظة في الجزء الشمالي لمنطقة الرياض. تُعتبر مدينة الزلفي أكبر مدن المحافظة وبها مركز إمارة المحافظة، وهي محافظة من الفئة (أ).
تبعد الزلفي عن الرياض مسافة 260 كم شمالاً وعن شمال شرق مدينة بريدة مسافة 70 كم. يحدها من الشمال صحراء النفود أو كما تعرف محلياً بنفود الثويرات ومن الغرب منطقة القصيم ومن الجنوب محافظة الغاط ومن الشرق الأرطاوية، وتبلغ مساحة الزلفي 5400 كم مربع، وبالزلفي أكثر من 20 جامعًا وأكثر من 600 مسجدٍ. وتعتبر الزلفي مدينة زراعية أيضاً وتربتها صالحة للزراعة، أما بالنسبة للأودية فيوجد ثلاثة أودية مشهورة في الزلفي هي: وادي مرخ ووادي النوم ووادي سمنان. يعتبر وادي سمنان وجهة حضارية للزلفي بسبب وجود حجر الأساس الذي وضعه الملك خالد.

## أصول التسمية
اختلف في أسباب ومنشأ تسمية الزلفي حيث قيل بأنها زليفات لتدرج جبل طويق في الارتفاع عندها، كما يقول الشاعر عبد العزيز الغزي: 
وقيل أيضاً:
أن زليفات تعني القرى المحيطة بالزلفي كما ذكر ابن بليهد. كما أن هناك من قال من الازدلاف وهو الانتقال من مكان إلى آخر. والمعروف أن الزليفات مثل الدرج وليس مثل القرى. قال ابن بليهد في معجمه:
«بل أعرف الموضع الذي قال فيه الحطيئة فالزليفات المذكورة في هذا البيت هي (بلد الزلفي) نسبة إلى موقعها والتابع لها من القرى يقال لها: زليفات، وقد ورد لها ذكر في أشعار العرب وأخبارها، وهي تحمل هذا الاسم إلى هذا العهد وقال ياقوت الحموي في معجم البلدان أن الزلفي زلفة بضم أوله وسكون ثانيه والزلفة والزلفي القربة والمنزلة.»

## السكان
- بلغ عدد سكان محافظة الزلفي (74,903) نسمة حسب تعداد السعودية 2022، عدد السعوديين (52,742) نسمة، وعدد غير السعوديين (22,161) نسمة.[4]
- تعتبر محافظة الزلفي من أكبر محافظات منطقة الرياض من حيث النمو السكاني,
- كان أغلب سكان بلدة الزلفي قديما من قبيلة عتيبة.[5]

## تاريخ الزلفي

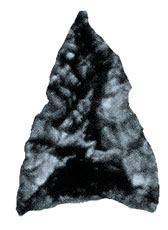
قطعة سبج مسننة

### عصور ما قبل التاريخ والعصور القديمة

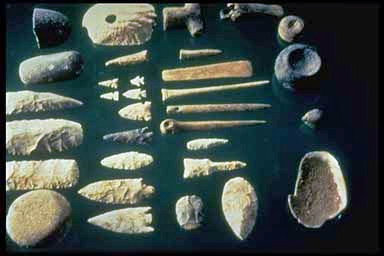
مجموعة متنوعة من الأدوات الحجرية

كان موقع الزلفي قديما استراتيجيًا بين حدود مملكة كندة ومملكة المناذرة ومملكة الغساسنة وحلقة وصل بين مملكة هجر ومملكة العماليق بمملكة تيماء ويثرب ومكة والحجر ومعين حيث وجد علماء الآثار مؤخراً. في متحف الزلفي آلات قتال وصيد تعود إلى العصر الحجري بعضها محلية الصنع وأيضاً بعض النقوش الثمودية وجاري البحث عن مزيد من الأدلة التي تُشير تقارير بعض العلماء أن في الزلفي العديد من الآثار مصدرها حضارات قديمة قريبة من بحيرة الكسر.

### العصر الجاهلي
بعد تمدد مملكة كندة بعد سنة الميلاد أصبح موقع الزلفي حساساً لدى مملكة المناذرة حيث انتقل اصحاب قرية الفاو إلى المناطق الشمالية. ذُكر ان في العصر الجاهلي عريعره وهو وادي من أودية الزلفي ينحدر سيله من جبال طويق ويتجه غرباً إلى بلدات الزلفي. فيه نخيل ومياه كثيرة، وهو منهل من مناهل الجاهلية وقد ذكرها المؤرخ ياقوت الحموي بقوله: «عريعرة: كان ماء باليمامة في الجاهلية». ووجد العلماء بعض الآثار الرومانية وبعض العملات الساسانية تعود إلى الفترة نفسها.

### التاريخ الإسلامي

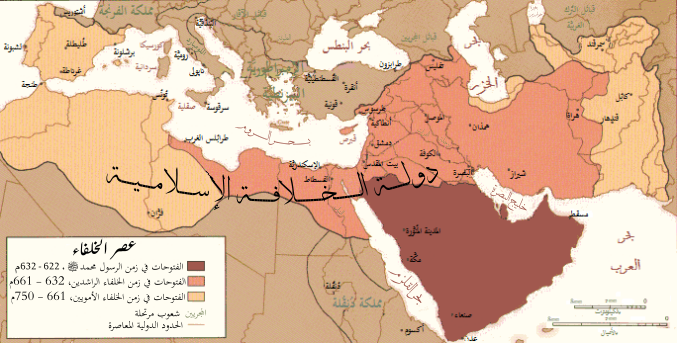
الفتوحات الإسلامية من عهد الرسول وحتى نهاية الخلافة الأموية

أتى ذكر الزلفي في الإسلام في عهد عمر بن الخطاب حيث ذكرها الحطيئة شاعر الهجاء مخاطباً عمر:
قال ابن بليهد في معجمه: بل أعرف الموضع الذي قال فيه الحطيئة ذلك؛ فالزليفات المذكورة في هذا البيت هي (بلد الزلفي) والتابع لها من القرى يقال لها زليفات، وقد ورد لها ذكر في أشعار العرب وأخبارها، وهي تحمل هذا الاسم إلى هذا العهد (الزلفي).

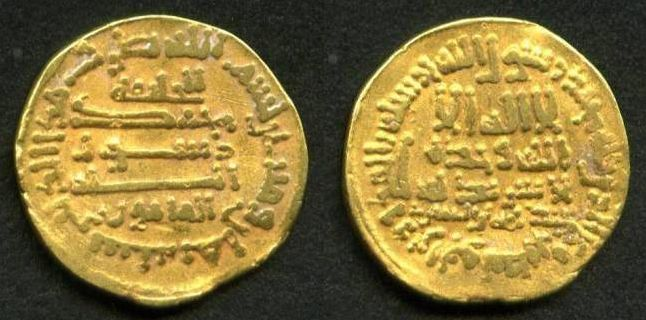
دينار عباسي ذهبي ضرب في فسطاط مصر عام 823 خلال خلافة المأمون.

وذكر الأصفهاني في القرن الثالث الهجري أن الزلفي لبني تميم من مضر من عدنان.
كما ذُكرت الزلفي في كتاب بلاد العرب لـ أبو الفرج الأصفهاني المتوفى سنة 356 هـ: أن زلفة لبنى تميم، وأنها في ديار عدي الرباب من تميم. ووجد العلماء كسر فخار حددت أنها من العصر العباسي. ويقول حمد الجاسر في مجلة العرب: (يظهر مما ذكره المتقدمون أن زلفة وزليفات اسمان قديمان لما عرف حديثاً - أي حوالي القرن العاشر - باسم الزلفي).
وقال ثابت بن جابر المكنى -تأبط شرا-:
ويقال كانت تسمى (الكَرَمُ) أي أَرض مثارة مُنَقَّاةٌ من الحجارة؛ قال: وسمعت العرب تقول للبقعة الطيبة التُّربةِ العَذاة المنبِت هذه بُقْعَة مَكْرَمة. الجوهري: أَرض مَكْرَمة للنبات إذا كانت جيدة للنبات. قال الكسائي: المَكْرُمُ المَكْرُمة، قال: ولم يجئ مَفْعُل للمذكر إلا حرفان نادران لا يُقاس عليهما: مَكْرُمٌ ومَعُون. وتعود عمارة الزلفي إلى أواخر القرن الحادي عشر الهجري تقريباً حوالي 1090 هـ على يد عشيرة الأساعدة من طلحة بن روق من قبيلة عتيبة المعروفين بـ (الراشد والفراهيد) من ذرية راشد ومحمد وفرهود أبناء صالح بن راشد الأسعدي. وكانت الإمارة للأساعدة  من نزوحهم من عالية نجد إلى العهد السعودي الحديث وسجلت بعض التواريخ النجدية القديمة أحداثا ووقائع لهم، وكان لهم فضل كبير في المساعدة في إعمارها.

### وقائع في الزلفي
- 1098 هـ: سطوة بني العنبر من تميم، على الفراهيد بعلقة.[12][13][14][15][16][17]
- 1113 هـ: سطوة الأساعدة آل راشد، وإخراج بني العنبر من الزلفي الذين سبق وأن استولوا عليها من قبل أبناء عمهم الفراهيد.[12][13][14][15][16][17]
- 1164 هـ: قاد عبد العزيز بن محمد بن سعود غزوة لمهاجمة الزلفي، فخيم على ماء الحسي، وأمر على الغزو عبد الله بن عبد الرحمن، ورجع إلى الدرعية، ناوشهم عبد الله وأخذ منهم أغناماً.[12][13][14][15][16][17]
- 1165 هـ: رجوع برد شيتة، نازل عبد العزيز بن محمد بن سعود سكان سدير ومنيخ (المجمعة) والزلفي والوشم والضفير، ونازلوا قرى رغبة والمحمل وأخذوها.[12][13][14][15][16][17]
- 1165 هـ: وقعة روضة السبلة على الضفير من بني خالد بقيادة عبد الله بن تركي بن محمد ابن حسين آل حميد، وانهزم الضفير، وقيل أنها بعد دخول السابعة والستين.[12][13][14][15][16][17]
- 1167 هـ: محمد بن سعود يغزو الزلفي قادماً من الخرج إلا أنه لم يحكم السيطرة.[12][13][14][15][16][17]
- 1182 هـ: سعود بن عبد العزيز يغزو الزلفي لأول مرة، وسار بعدها إلى سبيع في حائر نساح، وآل مرة في موضع قنى شمال الدحى.[12][13][14][15][16][17]
- 1186 هـ: تمرد الزلفي والمجمعة على سعود بن عبد العزيز.[12][13][14][15][16][17]
- 1188 هـ: وجه سعود بن عبد العزيز سرية إلى الزلفي يقودها عدامة بن سويري من بني حسين، فصادف غزوا لأهل الزلفي فقتلهم جميعاً.[12][13][14][15][16][17]
- 1188 هـ: سعود بن عريعر يهاجم الزلفي والقصيم، ويُقاوم من قبل أنصار آل سعود والشيخ محمد بن عبد الوهاب.[12][13][14][15][16][17]
- 1190 هـ: اشتداد معسكر آل سعود بانضمام سكان الزلفي ومنيخ (المجمعة).[12][13][14][15][16][17]
- 1193 هـ: سعدون بن عريعر يتآمر مع سكان حرمة والزلفي للهجوم على المجمعة مركز أنصار آل سعود.[12][13][14][15][16][17]
- 1194 هـ: سعود يغزو الزلفي، كما غزاها أيضاً عبد الله بن محمد بن سعود، حتى بايع أهل الزلفي، ثم أرسلوا وفداً منهم إلى الدرعية وبايعوا على السمع والطاعة.[12][13][14][15][16][17]
- 1195 هـ: فر مشاري من أسرة بمصر وعاد إلى القصيم حيث جمع أهل الزلفي وثرمداء.[12][13][14][15][16][17]
- 1196 هـ: سعدون بن عريعر ينزل على مبايض ومعه أهل الزلفي ويسيطرون على الروضه، ذبحة المطاوعة في القصيم.[12][13][14][16][17]
- 1217 هـ: سعود بن عبد العزيز ينزل بروضة السبلة ويجمع البوادي في طريقه إلى الحجاز.[12][13][14][15][16][17]
- 1235 هـ: مشاري بن سعود يقدم إلى الوشم، ثم إلى الدرعية ومعه رجال من القصيم والزلفي وثرمداء وغيرهم من عبيد * الدرعية، ومعهم حملات من الأرز والطعام.[12][13][14][15][16][17]
- 1237 هـ: سار أهل الزلفي على منيخ وسدير وأرادوا أن يصير لهم رئاسة على البلدان.[12][13][14][15][16][17]
- 1237 هـ: استيلاء ناصر بن راشد الأسعدي أمير الزلفي على المجمعة.[12][13][14][15][16][17]
- 1239 هـ: تركي بن عبد الله يغزو سدير، ووفد إليه رئيس الغاط أحمد بن محمد السديري وأهل الزلفي، فلما عزم على الرحيل استنفر أهل الزلفي والغاط ومنيخ وسدير فقصد بهم حريملاء.[12][13][14][15][16][17]
- 1240 هـ: أخذت قافلة أهل الوشم والقصيم والزلفي والعارض برئاسة علي آل حمد، من قبل شعبان بن مغيليث بن هذال من عنزة في جراب.[12][13][14][15][16][17]
- 1241 هـ: وفاة ناصر بن راشد أمير الزلفي.[12][13][14][15][16][17]
- 1263 هـ: الإمام فيصل يعين محمد بن احمد السديري أميراً في ناحية سدير ومنيخ والطويرف والزلفي.[12][13][14][15][16][17]
- 1277 هـ: عبد الله الفيصل يقوم بالطبعة على العجمان قرب الجهراء وأخذ سحلي بن سقيان من مطير جهة نفود الزلفي، ثم يغير على عرب بن سقيان شرق قرية المنسف بالزلفي.[12][13][14][15][16][17]
- 1278 هـ: فيصل بن تركي يغزو العجمان، وانضمت إليه مطير وبنو هاجر وانكسر ابن سقيان قرب المنسف بالزلفي.[12][13][14][15][16][17]
- 1299 هـ: عبد الله الفيصل يحاصر المجمعة، وأهلها يستنجدون بمحمد آل عبد الله بن رشيد، ولما وصل هذا إلى الزلفي ارتحل عبد الله ورجع إلى الرياض.[12][13][14][15][16][17]
- 1301 هـ: هاجم عبد الله بن فيصل الزلفي في واقعة عسيرة على أهالي الزلفي، أبلى فيها أهل الزلفي بلاءًا حسنا، كما عبد الله حاصر الزلفي بجيش من شمر وحرب وانضم إليه أمير القصيم حسن آل مهنا أبا الخيل دون أي طائل، ثم رجعوا إلى الزلفي ومن معه من أهل المحمل وسدير ولم يستطع السيطرة عليها في حصار أزهق فيه أهل الزلفي تحت أسوار مدينتهم الكثير من الأروح.[12][13][14][15][16][17]

### توحيد نجد والحجاز
بعد انتهاء الحرب الأهلية في جزيرة الإسلام وعودة الإخوان إلى نجد أرادوا إكمال السير في العراق فواصلوا غاراتهم على القبائل العراقية وكان الإخوان ينظرون إلى مايفعلونه في العراق على أنه جهاد. فهاجم إخوان مطير مخفر بصية الحدودي التابع للعراق وقتلوا جميع أفراده في 5 نوفمبر 1927.، وهجم ابن عشوان من شيوخ مطير على عشائر عريبدار بالقرب من الكويت مما أدى لملاحقة القوات الكويتية له ونشوب حرب الرقعي في 27 يناير 1928.
وفي 19 فبراير 1928 هاجم فيصل الدويش وبـ 2300 مقاتل الجواريين من المنتفق في جريشان جنوب غرب الزبير أدى لخسائر بلغت من جانب القبائل العراقية 26 قتيلاً و 80 جريحاً وسلب 1800 رأس من الأغنام و 120 حمل. وكرد فعل بريطاني على غارات الإخوان قام سلاح الجو الملكي البريطاني بالعراق بمهاجمة الإخوان في أيام 19 و 20 و 21 فبراير وخلال العمليات أسقط الإخوان إحدى طائرات سلاح الجو الملكي وقتل قائدها البريطاني.
في بداية عام 1929 قام سلطان بن بجاد وفيصل بن سلطان الدويش بحشد قواتهما لشن هجوم واسع على العراق فتحرك الدويش من الأرطاوية باتجاه الشمال مروراً بحفر الباطن إلى الجليدة، حيث وصلها في 19 فبراير إلا أن خبر وصوله قد تسرب وتجمعت القبائل العراقية من المنتفق والظفير تحت قيادة غلوب باشا في العبطية مع 3 طائرات تابعة لسلاح الجو البريطاني وعدة عجلات تحمل مدافع رشاشة لذا قرر الإخوان التراجع والنزول في حفر الباطن، بينما أكمل سلطان بن بجاد هجومه يتبعه 3000 مقاتل ووصل في 21 فبراير جنوب غرب العبطية في العراق وقسم قواته 3 أقسام متساوية قسم يقوم بالهجوم على تجار الجمال النجديين وأغلبهم من أهل القصيم وقسم يهاجم شمر وقسم قاده سلطان بن بجاد بنفسه ضد بدو اليعاحب في الجميمة.
سبّب هجوم سلطان بن بجاد على التجار وأغلبهم من القصيم وعلى شمر استياءا كبيرا في نجد، فجمع عبد العزيز آل سعود قواته ودعا لمؤتمر في الزلفي والتحكيم بالشريعة.
وصل عبد العزيز آل سعود إلى الزلفي ودعا لعقد مؤتمر والتحكيم بالشريعة ووصل بعده فيصل بن سلطان الدويش وانضم اليه سلطان بن بجاد بعد 3 أيام. ثم التقى فيصل الدويش بعبد العزيز في 27 مارس وأقام الليل عنده.
بينما رفض سلطان بن بجاد الالتقاء مع عبد العزيز آل سعود بسبب مخاوفه من أن قبوله للمحاكمة سيعني الحكم بقتله.
في 29 مارس أرسل الدويش مرسولا إلى عبد العزيز آل سعود يخبره أن المسلمين رفضوا الانفصال عن أخوانهم المسلمين يقصد مطير عن عتيبة.وفي 19 شوال 1347 وقعت السبلة حيث أرسل الملك عبد العزيز إلى أمير الزلفي يبلغه التصدي إلى الأخوان وتم التصدي لهم في السبلة وتم القبض على قادتهم وإرسالهم إلى الملك عبد العزيز.

### أحداث مهمة في العهد الملكي السعودي
- أول مؤتمر سعودي وهو المؤتمر الذي دعا إليه الملك عبد العزيز الأخوان في 27 مارس 1929 م في مدينة الزلفي.
- زيارة الملك خالد للزلفي في20 - 2 - 1401 هـ.
- زيارة الملك فهد للزلفي حينا كان ولي للعهد في 20-2-1401 هـ.
- زيارة رئيس الحرس الوطني آنذاك الملك عبد الله آل سعود للزلفي حينما كان النائب للعهد في 20-2-1401 هـ.
- زيارة وزير الدفاع والطيران والمفتش العام الأمير سلطان بن عبد العزيز في 20-2-1401 هـ.
- زيارة وزير الدفاع والطيران والمفتش العام الأمير سلطان بن عبد العزيز 1407 هـ
- زيارة وزير الدفاع والطيران والمفتش العام الأمير سلطان بن عبد العزيز 1418 هـ
- زيارة ولي العهد ونائب رئيس مجلس الوزراء وزير الدفاع آنذاك الأمير سلمان بن عبد العزيز 1392 هـ
- زيارة ولي العهد ونائب رئيس مجلس الوزراء وزير الدفاع آنذاك الأمير سلمان بن عبد العزيز 1428 هـ
- زيارة أمير منطقة الرياض الأمير خالد بن بندر بن عبد العزيز ونائبه الأمير تركي بن عبد الله 21 / 6 / 1434 هـ
- مقتل عدد 4 من عناصر القاعدة في الأحد 28 ذو القعدة 1425 هـ في معركة نارية.

### وثيقة سور العقدة السفلى
عقدت بحضور العقيد الأمير عبد الرحمن بن عطا الله، وعبد الله محمد العبد العزيز وعبد العزيز بن علي العبد الكريم وعبد العزيز البداح وأحمد بن عبد الله البداح، واتفق جماعة العقدة السفلى على بنيان سور على عقدتهم وما كان من أرض بيضاء داخل السور يلحق المالك له والمشُترى منه البوع ريال طول بعرض عشره أبواع، والمشِتري داخل السور يُلحق البيع نصف ريال طول بعرض عشره أبواع واتفقوا على أن الذي داخل السور سبع أذرع أو ثمان دار ما دار السور ما يستند عليه بيت ولا جدار ولا يفتق منه باب، ولا هو ملك لأحد ويصبح للسور أربع أبواب، واحد شمالي وواحد قبلي وواحد جنوبي وواحد شرقي وعند كل باب مقصورة، وحنا نوافق أمرهم على نفقه السور والراضين بما دبروا المذكورين أعلاه هم محمد بن إبراهيم المعتق وخزعل دخيل الخزعل وموسى دخيل الخزعل وعبد المحسن السعود الدعفس وأحمد الدعفس وأحمد محمد الدريويش وعبد العزيز الزيد العامر، وعبد الله راشد الرومي وناصر بن زيد الخنيني وعبد الله المحمد والبصري وعبد الرحمن السعد الخريصي وناصر بن عبد العزيز السكران، ومحمد بن علي البدر وراشد عثمان الصغير ومحمد العبيد المنصور ومحمد بن أحمد الحبيس وجارالله بن حسين المسعود ومحمد بن راشد العامر وحمد العتيق، وصالح بن عبد الرحمن المنديل، الله يوفقهم للصواب ولأقامه بالعدل وفترقوا المذكورون على الرضا والقبول شهد على ذلك صالح بن سليمان وإبراهيم بن بصري وشهد عليه كاتبه حمود بن إبراهيم الذييب وصلى الله على محمد واله وصحبه وسلم 30 ذا القعدة 1347 هجري.

## الموقع الجغرافي
تقع الزلفي في الجزء الشمالي الغربي من منطقة الرياض، ويحدها من الشمال صحراء النفود
ومن الشرق والشمال الشرقي
الحدود الأرطاوية التابعة لمحافظة المجمعة
ومن الجنوب الشرقي محافظةالمجمعة،
ومن الغرب والجنوب الغربي منطقة القصيم
ومن الجنوب محافظة الغاط،  يحدها من الشمال صحراء النفود
ومن الشرق والشمال الشرقي الأرطاوية التابعة ل محافظة المجمعة
ومن الجنوب الشرقي محافظةالمجمعة،
ومن الغرب والجنوب الغربي منطقة القصيم
ومن الجنوب محافظة الغاط، 

### التضاريس

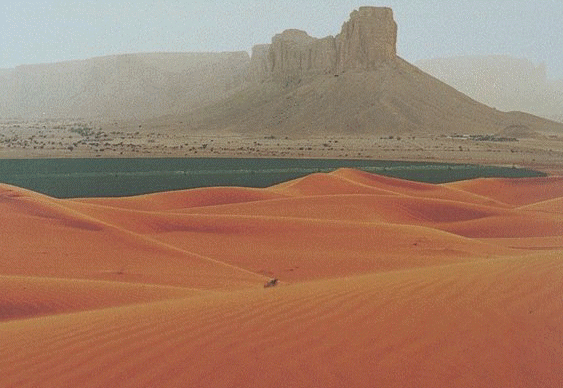
جبل طويق مع نفود الثويرات.

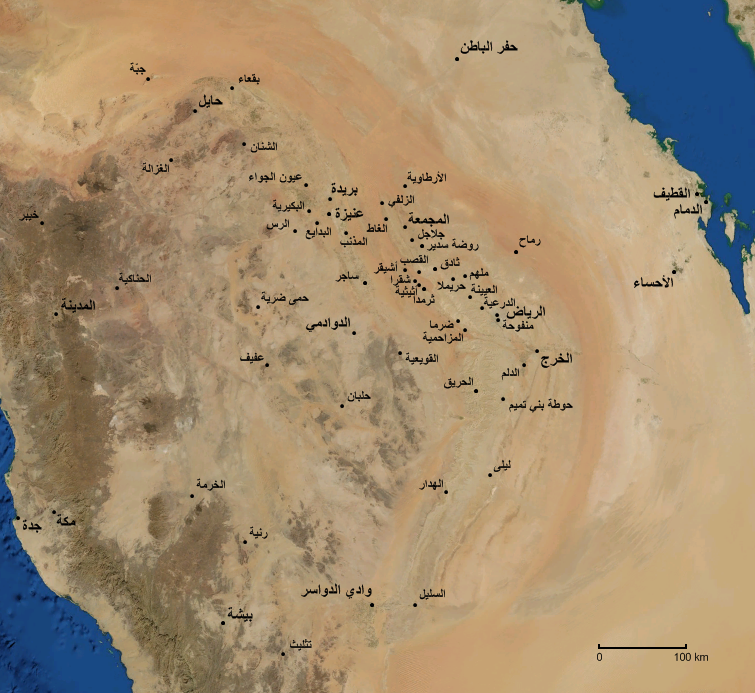
خريطة تبين التضاريس وبعض أهم المدن والقرى والهجر الواقعة على هضبة نجد بالإضافة إلى بعض الحواضر والمدن المجاورة.

الزلفي نجدية بطبيعة تضاريسها والتي تمثل امتدادا للصحراء بكل ما تتصف به من انبساط واتساع في الأفق، وخلوها من بعض التكوينات الجبلية المعقدة وهي في نفس الوقت أكثر وأقرب الواحات والمراكز المعمورة إلى نقطة التقاء صحراء الدهناء ونفود الثويرات والتي هي جزء من صحراء النفود بجبل طويق.
- جبل طويق: يرتفع جبل طويق حوالي 150 متر فوق سطح البحر ويحد مدينة الزلفي من الشرق، ويتكون من الأحجار الجيرية.
- نفود الثويرات: وهي كثبان رملية تكونت بفعل عوامل مناخية بتعرية الصخور وتفتتها بسبب الرياح وتفتيتها للصخور، وكذلك فعلت الأمطار والأحوال المناخية القاسية في التربة وتفتيتها وحمل الرياح لهذه الرمال المتفتتة وتجمعها في مناطق حوضية يهبط فيها عن المستوى العام لسطح الأرض، أو في مناطق محمية بموازاة الحافات الصخرية حيث تهبط سرعة الرياح فتلقي حمولتها من الرمال وذلك بشكل مستمر، ويعتقد أن سبب أصل تسمية نفود هي نفوث لأن الرياح تنفث الرمال المتحركة ومع مرور الزمن تحولت إلى نفود لسهولة نطقها.

### المناخ
مناخ الزلفي مناخ قاري شديد الحرارة صيفاً مع ليل معتدل. بارد شتاءً ويتميز بانخفاض الرطوبة طوال العام، خاصة في فترة الصيف، وبالفرق الكبير بين درجات الحرارة خلال النهار والليل. ففي الصيف تتراوح درجات الحرارة الصغرى بين (22 – 37) درجـة مئوية والعظمى بين (28 -42) درجـة مئوية.
أما في الشتاء فالجو ممطر وبارد تتراوح فيه درجات الحرارة العظمى بين (10 – 16) والصغرى بين (-1 – 7) درجة مئوية، وقد تنخفض إلى ما دون خمس درجات تحت الصفر مما تتسبب بالصقيع أحياناً ونزول البرد، فيما تتراوح درجات الرطوبة بين (40 – 49 بالمائة)، ويتراوح معدل الأمطار بين 11.5 و 14.9 سنتيمتر (حوالي 6 بوصات).
| البيانات المناخية لـالزلفي        | البيانات المناخية لـالزلفي | البيانات المناخية لـالزلفي | البيانات المناخية لـالزلفي | البيانات المناخية لـالزلفي | البيانات المناخية لـالزلفي | البيانات المناخية لـالزلفي | البيانات المناخية لـالزلفي | البيانات المناخية لـالزلفي | البيانات المناخية لـالزلفي | البيانات المناخية لـالزلفي | البيانات المناخية لـالزلفي | البيانات المناخية لـالزلفي | البيانات المناخية لـالزلفي |
| الشهر                             | يناير                      | فبراير                     | مارس                       | أبريل                      | مايو                       | يونيو                      | يوليو                      | أغسطس                      | سبتمبر                     | أكتوبر                     | نوفمبر                     | ديسمبر                     | المعدل السنوي              |
| --------------------------------- | -------------------------- | -------------------------- | -------------------------- | -------------------------- | -------------------------- | -------------------------- | -------------------------- | -------------------------- | -------------------------- | -------------------------- | -------------------------- | -------------------------- | -------------------------- |
| الدرجة القصوى °م (°ف)             | 28.5 (83.3)                | 33.8 (92.8)                | 37.0 (98.6)                | 41.0 (105.8)               | 43.1 (109.6)               | 47.0 (116.6)               | 50.0 (122.0)               | 47.8 (118.0)               | 43.5 (110.3)               | 40.0 (104.0)               | 35.0 (95.0)                | 30.0 (86.0)                | 50.0 (122.0)               |
| متوسط درجة الحرارة الكبرى °م (°ف) | 20.2 (68.4)                | 22.0 (71.6)                | 26.3 (79.3)                | 32.3 (90.1)                | 38.1 (100.6)               | 41.4 (106.5)               | 42.5 (108.5)               | 42.2 (108.0)               | 39.3 (102.7)               | 34.0 (93.2)                | 26.7 (80.1)                | 21.0 (69.8)                | 32.2 (89.9)                |
| المتوسط اليومي °م (°ف)            | 14.4 (57.9)                | 16.9 (62.4)                | 21.1 (70.0)                | 26.8 (80.2)                | 32.7 (90.9)                | 35.4 (95.7)                | 36.6 (97.9)                | 36.3 (97.3)                | 33.2 (91.8)                | 28.1 (82.6)                | 21.4 (70.5)                | 16.1 (61.0)                | 26.6 (79.9)                |
| متوسط درجة الحرارة الصغرى °م (°ف) | 2.0 (35.6)                 | 8.0 (46.4)                 | 14.0 (57.2)                | 18.3 (64.9)                | 25.7 (78.3)                | 27.6 (81.7)                | 29.1 (84.4)                | 28.8 (83.8)                | 25.7 (78.3)                | 20.9 (69.6)                | 15.4 (59.7)                | 10.6 (51.1)                | 18.8 (65.9)                |
| أدنى درجة حرارة °م (°ف)           | −5.5 (22.1)                | −5.5 (22.1)                | 3.5 (38.3)                 | 10.0 (50.0)                | 18.0 (64.4)                | 16.0 (60.8)                | 23.6 (74.5)                | 22.7 (72.9)                | 16.1 (61.0)                | 13.0 (55.4)                | 7.0 (44.6)                 | 1.4 (34.5)                 | −5.5 (22.1)                |
| معدل هطول الأمطار مم (إنش)        | 11.7 (0.46)                | 8.5 (0.33)                 | 25.7 (1.01)                | 22.3 (0.88)                | 4.6 (0.18)                 | 0.0 (0.0)                  | 0.0 (0.0)                  | 0.2 (0.01)                 | 0.0 (0.0)                  | 1.7 (0.07)                 | 7.9 (0.31)                 | 13.0 (0.51)                | 95.6 (3.76)                |
| متوسط أيام هطول الأمطار           | 5.8                        | 13.8                       | 9.8                        | 11.0                       | 9.5                        | 6.0                        | 3.2                        | 2.2                        | 1.0                        | 1.2                        | 3.4                        | 6.3                        | 73.2                       |
| متوسط الرطوبة النسبية (%)         | 47                         | 38                         | 34                         | 28                         | 17                         | 11                         | 10                         | 12                         | 14                         | 21                         | 36                         | 47                         | 26                         |
| المصدر:                           |                            |                            |                            |                            |                            |                            |                            |                            |                            |                            |                            |                            |                            |

## الطبيعة
تقع المملكة العربية السعودية ضمن نطاق المناطق الجافة وشبه الجافة، وتميز تنوعها الأحيائي، الذي هو قليل نسبيا بالمقارنة مع مناطق أخرى بالعالم، باشتماله على أنواع فطرية تأقلمت عبر الزمن على ظروف بيئية متطرفة صيفاً وشتاءً، علاوة على تحملها ظروف الجفاف. ومن خلال ممارسات تقليدية محافظة ظلّ سكان شبه الجزيرة العربية متعايشين أحقاباً طويلة في اتزان كامل مع بيئتهم القاحلة ومواردهم الطبيعية المحدودة؛ ومن أهم هذه الممارسات نظام الحمى الذي انتشر في ربوع شبه الجزيرة، واستمر لما يزيد على ألفي سنة، إلا أن أحوالها تدهورت خلال القرن الأخير، ولم يبق منها حاليا سوى أعداد محدودة. ومع ازدياد الطلب على موارد الحياة الفطرية بسبب الطفرة الاقتصادية في النصف الثاني من القرن الميلادي العشرين، وتزايد السكان وأنشطتهم الاقتصادية الزراعية والصناعية والعمرانية، بدأ استنزاف هذه الموارد، بالإضافة إلى تزايد تلوث البيئة؛ مما سبب المزيد من تدهور وانقراض بعض الأنواع الفطرية الرئيسة من البيئة السعودية، واستوجب ذلك التدهور البيئي التدخل لإيقافه وإعادة تأهيل البيئة، وتنظيم استخدام مواردها الطبيعية.
يتضمن تكوين المملكة الجيولوجي إقليمين من الأقاليم الثمانية المعروفة هما: الإقليم الأوروبي الآسيوي، والإقليم الأفريقي الاستوائي؛ مما يجعلها ذات أهمية بيئية خاصة. وتنوعت تدابير المحافظة على التنوع البيولوجي في المملكة لتشمل كافة الإجراءات للمحافظة عليها في مواطنها الطبيعية، وكذلك المحافظة عليها من خلال الإنماء تحت ظروف الأسر والظروف شبه الطبيعية. وتعتبر شبكة المناطق المحمية جزء من منظومة طموحة للمناطق المحمية في المملكة تستهدف حماية 103 منطقة برية وبحرية تقتطع نحو 10% من مساحة المملكة تخصص لتنمية الموارد الطبيعية المتجددة لمنفعة الإنسان. وتشمل المناطق المحمية المعلنة 15 منطقة تشغل مساحة 4% من مساحة المملكة هي المواطن الطبيعية والبنوك الوراثية للتنوع الأحيائي البري والبحري في المملكة، خاصة البقاع الساخنة للكائنات الفطرية النباتية والحيوانية. وتمثل المناطق المحمية المعلنة نقطة الانتشار الجغرافي الطبيعي للعديد من الأنواع النباتية والحيوانية التي كانت قد انقرضت من البيئة الطبيعية أو التي على وشك الانقراض أو النادرة أو المهددة بجور الإنسان عليها.

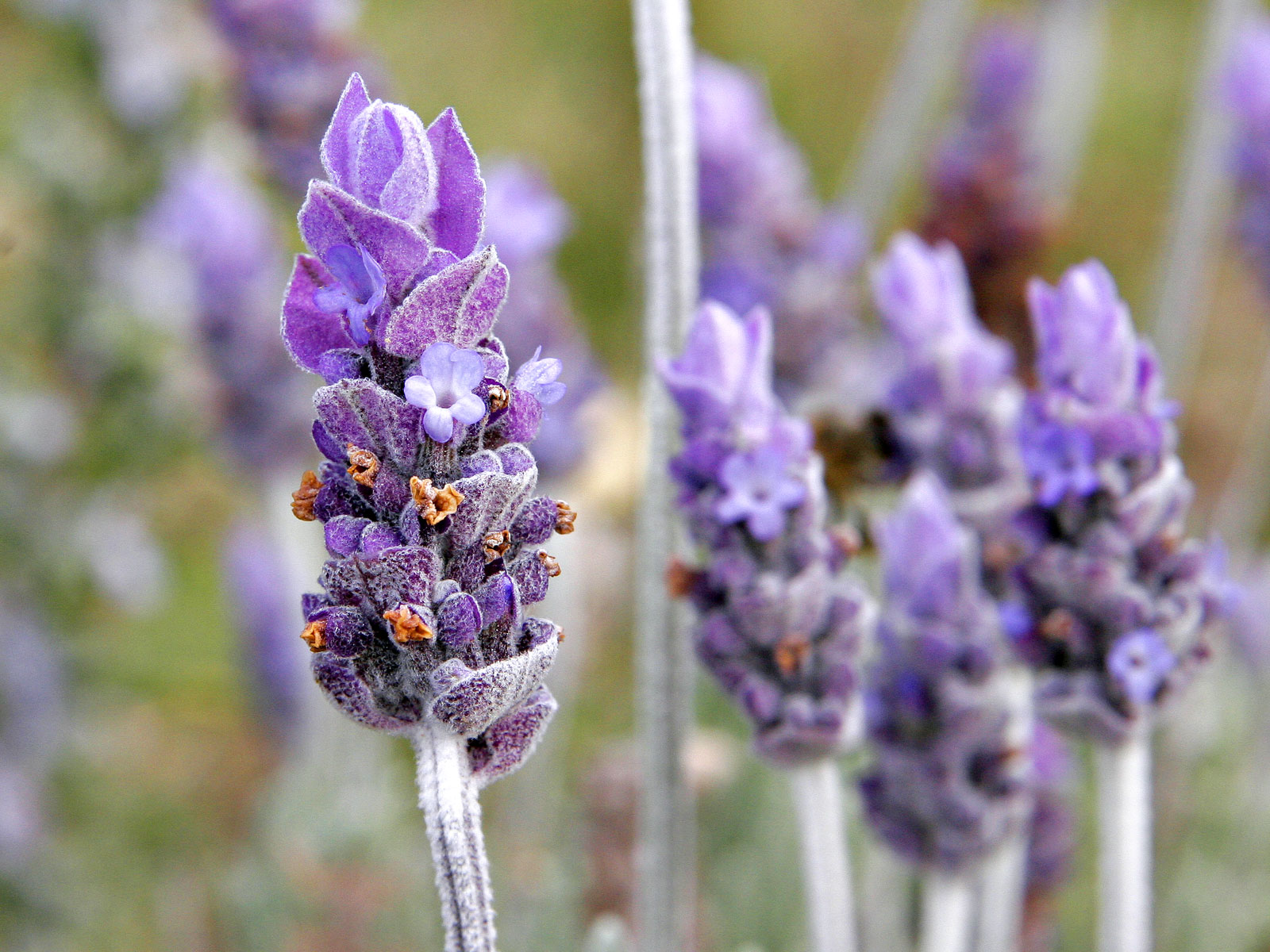
نورات الخزامى.

### المحميات الطبيعية
- محمية روضة السبلة وهي محمية لحماية النباتات الطبيعية في روضة السبلة.[2]
- محمية راعي الحلال وهي محمية لرعاية الحياة الفطرية.

### البيئة

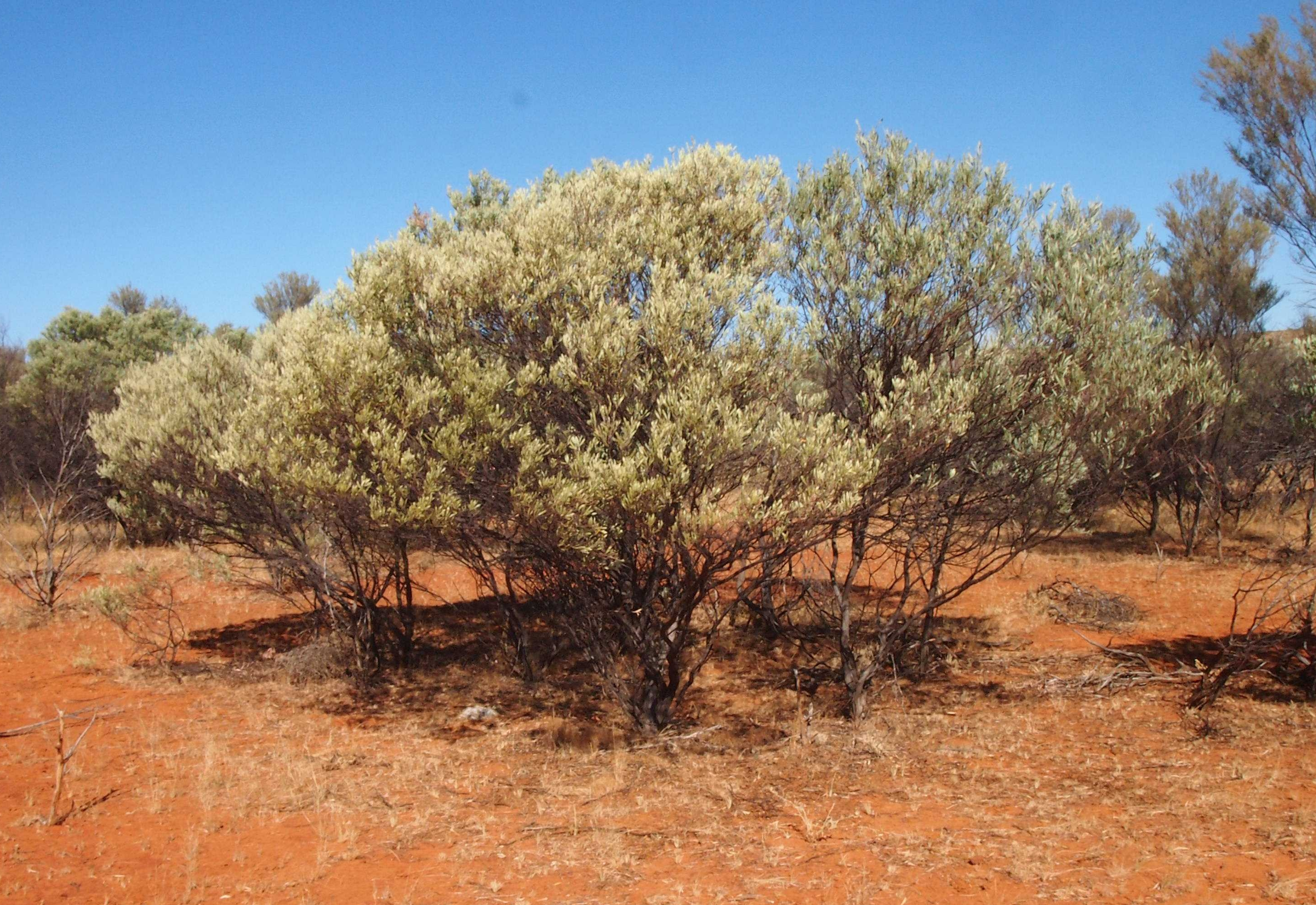
طلح رملي - سنط فضي

هناك العديد من الأنظمة والإستراتيجيات الوطنية والاتفاقيات الدولية التي صادقت عليها المملكة للمحافظة على الحياة الفطرية، وبناءً على ما ورد بالفقرتين الثالثة والرابعة من نظام الهيئة السعودية للحياة الفطرية، فقد وافق مجلس إدارة الهيئة على تأسيس صندوق دعم الحياة الفطرية في المملكة بغرض توفير فرص أفضل لحماية الحياة الفطرية، واستثمارها بشكل رشيد لصالح المواطن. وتتمثل أهم أهداف إنشاء الصندوق في دعم برامج إنقاذ الأنواع الفطرية المهددة بالانقراض، ودعم مشروع المحافظة على التنوع الأحيائي، وتمويل تنفيذ برامج التوعية للمحافظة على التوازن البيئي بالمملكة، وتمويل برامج تدريب الباحثين في مجالات عمل الهيئة، وتمويل عقد الندوات وحلقات العمل الهادفة إلى وضع إستراتيجيات المحافظة على الحياة الفطرية وإنمائها.
وعلى الرغم من اتساع مساحة المراعي الطبيعية بالمملكة والتنوع الواضح في غطائها النباتي الطبيعي، ووجود عدد كبير من الأنواع النباتية الرعوية الجيدة، إلا أن حالة مراعيها تعد فقيرة بوجه عام، كما أن هناك مساحات واسعة قد تدهور غطاؤها النباتي بسبب الاستغلال الجائر.
ويرجع تدهور حالة المراعي في المملكة إلى التوسع العمراني على حساب أراضي المراعي والغابات والسياحة البيئية غير المنظمة، إلا أن ظاهرة الاحتطاب تعد أحد أهم العوامل الرئيسية التي تؤثر في الغطاء الشجري الطبيعي، حيث يتم التركيز في الأنواع التي يمكن استخدامها كوقود كأشجار السمر والارطا والقرض والطلح وغير هذه الأشجار؛ ومشكلة التحطيب تتمثل في الإزالة الكاملة لهذه النباتات وبهذا العمل نصل إلى تعرية مناطق واسعة خاصة حول المدن والقرى والهجر. ومن أجل المحافظة على الثروة الطبيعية صدر نظام المراعي والغابات لكي نحمي مواردنا الطبيعية وأراضي المراعي والغابات من تعدي الإنسان وإلحاقه الضرر بالأشجار والشجيرات وغيرها، وذلك بالمرسوم الملكي الذي صدر عام 1425 ه؛ والذي وضع الأسس القانونية لتوضيح الأعمال المحظورة في الغابات والمراعي وما يترتب عليها من عقوبات.
مراقبة الاحتطاب 
وقد أبدى عدد من مواطني محافظة الزلفي تذمرهم من كثرة الاحتطاب، وهي المحافظة الوحيدة التي بدأت فعليا بمراقبة ومنع التحطيب والأضرار بأراضي المراعي من محافظات منطقة الرياض والمدن المجاورة لها.
ومن المعروف أن الحشائش الرملية الآن في محافظة الزلفي شبه معدومة وهي صنفان الحشائش المطرية التي تنمو من الأمطار والحشائش التي تعتمد على رطوبة الجو والتي تعتبر من أهم الحشائش التي يعتمد عليها المها العربي لتزود بالماء والغذاء في الرمال. وتحتاج هذه الحشائش المهمة في الطبيعة الجغرافية لجزيرة العرب من النمو على الكثبان آلاف السنين وكي تكسي متر مربع قال العلماء أنّ هذه الحشائش تحتاج ما يقارب العشرين سنة لمتر مربع واحد، ومن أجل أن يكتسي طعس بطول سبعة متر وعرض خمسة نحتاج إلى طعس لا تمسه رجل إنسان ومائة سنة للمساهمة في «وقف زحف الرمال» على المدينة.

## التنمية المستدامة
تُجرى التنمية المستدامة في ثلاثة مجالات رئيسة هي النمو الاقتصادي، وحفظ الموارد الطبيعية والبيئة، التنمية الاجتماعية، وتهدف الاستدامة الاقتصادية في الزلفي إلى ضمان إمداد المواطن الزلفاوي إمداداً كافيًا من أجود المياه الصالحة للشرب إلى البيوت في المحافظة ورفع كفاءة استخدام المياه بأحدث المعدات الاقتصادية والنظيفة للتنمية الزراعية والصناعية والحضرية والريفية بمقدار محدد. وتهدف الاستدامة الاجتماعية إلى تأمين الحصول على المياه الكافية في المنطقة للاستعمال المنزلي والزراعة الصغيرة للأغلبية الفقيرة. وتهدف الاستدامة البيئية إلى ضمان الحماية الكافية للمسطحات المائية وحماية المياه الجوفية الغالية غير المتجددة وموارد المياه العذبة وأنظمتها الإيكولوجي، كما تهدف الاستدامة الاقتصادية في الزلفي إلى رفع الإنتاجية الزراعية والإنتاج من أجل تحقيق الأمن الغذائي على المستوى الإقليمي والتصديري. وتهدف الاستدامة الاجتماعية إلى تحسين الإنتاجية وأرباح الزراعة الصغيرة وضمان الأمن الغذائي المنزلي. وتهدف الاستدامة البيئية إلى ضمان الاستخدام المستدام والحفاظ على الأراضي والغابات والمياه والحياة البرية ومزارع إنتاج أجود الأسماك النهرية مع الحفاظ على موارد المياه، وتهدف أيضا الاستدامة الاقتصادية في الزلفي إلى زيادة الإنتاجية من خلال الرعاية الصحية والوقائية وتحسين الصحة والأمان في أماكن العمل. وتهدف الاستدامة الاجتماعية فرض معايير للهواء والمياه والضوضاء لحماية صحة البشر وضمان الرعاية الصحية الأولية للأغلبية الفقيرة. وتهدف الاستدامة البيئية إلى ضمان الحماية الكافية للموارد البيولوجية والأنظمة الإيكولوجية والأنظمة الداعمة للحياة، وإلى ضمان الإمداد الكافي والاستعمال الكفء لموارد البناء ونظم المواصلات من خلال توفير أرضية صالحة لتكوين مباني مأوى وقت الكوارث والحروب لاقدر الله. وتهدف الاستدامة الاجتماعية ضمان الحصول على السكن المناسب بالسعر المناسب بالإضافة إلى الصرف الصحي والمواصلات للأغلبية الفقيرة. وتهدف الاستدامة البيئية إلى ضمان الاستخدام المستدام أو المثالي للأراضي والغابات والطاقة والموارد المعدنية، وزيادة الكفاءة الاقتصادية والنمو وفرص العمل في القطاع الرسمي. وتهدف الاستدامة الاجتماعية إلى دعم المشاريع الصغيرة وخلق الوظائف للأغلبية الفقيرة في القطاع غير الرسمي، وتهدف الاستدامة البيئية إلى ضمان الاستعمال المستدام للموارد الطبيعية الضرورية للنمو الاقتصادي في القطاعين العام والخاص.

### دور تقنية المعلومات في تحقيق التنمية المستدامة
في هذا العصر الذي تحدد فيه التكنولوجيات القدرات التنافسية، تستطيع تقنية المعلومات أن تلعب دوراً مهماً في التنمية المستدامة، إذ يمكن تسخير الإمكانات اللا متناهية التي توفرها تقنية المعلومات من أجل إحلال تنمية مستدامة اقتصادية واجتماعية وبيئية، وذلك من خلال تعزيز التكنولوجيا من أجل التنمية المستدامة كما يلي:
1. تعزيز أنشطة البحث والتطوير لتعزيز تكنولوجيا المواد الجديدة وتكنولوجيا المعلومات والاتصالات، والتكنولوجيات الحيوية، واعتماد الآليات القابلة للاستدامة.
2. تحسين أداء المؤسسات الخاصة من خلال مدخلات معينة مستندة إلى التكنولوجيات الحديثة، فضلاً عن استحداث أنماط مؤسسية جديدة تشمل مدن وحاضنات التكنولوجيا.
3. تعزيز بناء القدرات في العلوم والتكنولوجيا والابتكار، بهدف تحقيق أهداف التنمية المستدامة في الاقتصاد القائم على المعرفة، ولاسيّما أن بناء القدرات هو الوسيلة الوحيدة لتعزيز التنافسية وزيادة النمو الاقتصادي وتوليد فرص عمل جديدة وتقليص الفقر.
4. وضع الخطط والبرامج التي تهدف إلى تحويل المجتمع إلى مجتمع معلوماتي.. بحيث يتم إدماج التكنولوجيات الجديدة في خطط واستراتيجيات التنمية الاجتماعية والاقتصادية، مع العمل على تحقيق أهداف عالمية كالأهداف الإنمائية للألفية.
5. إعداد سياسات وطنية للابتكار واستراتيجيات جديدة للتكنولوجيا مع التركيز على تكنولوجيا المعلومات والاتصالات.

### دور الاتصالات في تحقيق التنمية المستدامة
المعارف والمعلومات تعد بالطبع عنصراً أساسياً لنجاح التنمية المستدامة، حيث تساعد على التغييرات الاجتماعية والاقتصادية والتكنولوجية، وتساعد على تحسين الإنتاجية الزراعية والأمن الغذائي وسبل المعيشة في الريف، غير أنه لا بد من نقل هذه المعارف والمعلومات بصورة فعالة إلى الناس لكي تحقق الفائدة منها، ويكون ذلك من خلال الاتصالات، حيث تشمل الاتصالات من أجل التنمية الكثير من الوسائط مثل الإذاعة الريفية الموجهة للتنمية المجتمعية، والطرق المتعددة الوسائط لتدريب المزارعين وشبكة الإنترنت للربط بين الباحثين ورجال التعليم والمرشدين ومجموعات المنتجين ببعضها البعض وبمصادر المعلومات العالمية.

## الديموغرافيا
يبلغ عدد سكان محافظ الزلفي 72.000 نسمة.

## الزي الرسمي
الزي الرجالي: الزي الزلفاوي مثل الزي السعودي الرسمي الخاص بالرجال وهو عبارة عن قميص طويل مصنوع من القطن ويدعي ثوب، بالإضافة إلى الشماغ وهو عبارة عن قطعة قماش مصنوعة من القطن ومخططة بالأحمر ويثبت على الرأس، باستخدام العقال. في بعض المناسبات الرسمية كالأعياد وحفلات الزفاف يفضل بعض السعوديين إضافة إلى ماسبق ارتداء البشت أوالمشلح.
الزي النسائي: الزي النسائي زي سعودي حنبلي، وهو غطاء أسود ساتر للجسم ويسمى عباءة بالإضافة إلى غطاء الوجه.

## الحكومة والسياسة

### أمراء المحافظة منذ تأسيس المملكة
1. ناصر بن محمد البداح، تولى بعد قتل محمد الراشد البداح.
2. عثمان المحمد الناصر.
3. عبد الله المحمد الناصر.
4. علي العبد المحسن البداح.
5. زيد العبد القادر.
6. سلمان البداح.
7. دخيل الأحمد الفالح
8. عبد الرحمن بن عطالله.
9. عبد اللطيف الحمين العبد الكريم.
10. إبراهيم الحمد.
11. محمد بن عبد الله البتال.
12. إبراهيم بن مبارك بن منيع.
13. علي بن حمد المبارك.
14. عبد الله العلي العامري.
15. محمد بن دليم
16. عبد الله بن مسعود
17. زيد بن خثلان
18. حمد بن خثلان والذي تغير المسمى في وقته من أمير لمحافظ
19. عبد الله بن بيشان
20. سليمان العساف
21. هادي العامري
22. زيد الحسين
23. فيحان بن لبدة
24. مسفر بن غالب العتيبي

### أهداف ومهام المحافظ
تتمثل أهداف ومهام المحافظة بالنقاط التالية:
- تمثيل خادم الحرمين الشريفين في المنطقة.[2]
- العمل على كل ما من شأنه حفظ الأمن والنظام والاستقرار بالمحافظة.[2]
- اتخاذ كافة الوسائل التي تؤدي إلى كفالة حقوق الأفراد وحرياتهم وفقا للأنظمة واللوائح.[2]
- تنفيذ الأحكام القضائية بعد اكتسابها صفتها النهائية واستكمال إجراءاتها الإدارية المتبعة.[2]
- العمل على تطوير المحافظة وتنمية الخدمات العامة بها.[2]
- الإشراف على الأجهزة الحكومية وموظفيها بالمحافظة للتأكد من حسن أدائهم لواجباتهم.[2]
- الإشراف المباشر على لجان التعديات الحكومية واتخاذ كافة الوسائل لتسهيل أعمالها.[2]
- تقديم تقارير دورية لأمير المنطقة عن المحافظة ومدى كفاية الأجهزة التابعة لها ومستوى الخدمات العامة به.[2]

### القانون
القانون السعودي قائم على أساس الشريعة الإسلامية المستمدة من القرآن الكريم، السنة النبوية، الإجماع والقياس. وفي العالم الإسلامي، المملكة العربية السعودية هي الوحيدة التي تعتمد على الشريعة دون تدوين. وبسبب ذلك، إضافة إلى عدم الاعتماد على السوابق القضائية، هنالك غموض كبير يحيط بمجال القانون السعودي. هذا أدى لاحقاً إلى إعلان الدولة نيتها في تدوين قواعد الشريعة عام 2010.
إلى جانب الشريعة الإسلامية، يعتمد القانون السعودي على الأنظمة الصادرة عن المراسيم والأوامر الملكية والتي تغطي عدد من القضايا المعاصرة مثل الملكية الفكرية وقانون الشركات. ومع هذا، تبقى الشريعة هي المصدر الأول للقانون، خصوصاً في المجالات الجنائية، الأسرية، التجارية والعقود، ويعتبر القرآن والسنة هما دستور البلاد.
النظام القضائي السعودي الحالي أنشأه الملك عبد العزيز، مؤسس المملكة العربية السعودية، في الفترة ما بين 1927 و 1960 ويضم محاكم شرعية عامة ومحاكم إدارية تتعامل مع المنازعات ذات طابع معاصر خاص. المحاكم في السعودية تتبع عدد قليل من الشكليات والقرارات تصدر عادة من قاضي واحد بدون هيئة محلفين. في عام 2007، الملك عبد الله أصدر عدد من التعديلات الكبيرة على القضاء السعودي ولكن لم يتم بعد تطبيقها بشكل كامل.

## التقسيمات الإدارية

### أهم المدن
- الزلفي  هي عاصمة المحافظة وأكبر مدنها. تقع  بين جبال طويق ورمال النفود ويبلغ عدد سكانها حوالي 70.000 نسمة.سميت نسبة إلى موقعها. هي إحدى أكبر مدن منطقة الرياض في المملكة العربية السعودية، تقع مدينة الزلفي في إقليم نجد في أقصى شمال منطقة الرياض على الحدود القصيمية الشرقية، وتبعد عن مدينة الرياض مسافة 260 كلم تقريباً شمالاً وتبلغ مساحتها 5540 كلم 2 وترتفع عن سطح البحر بحوالي 600 متر وعدد سكانها أكثر من سبعين ألف نسمة تقريبا.تعتبر الزلفي مدينة من الفئة (أ)وتعد المدينة الثانية بمنطقة الرياض بعد محافظة مدينة الخرج من ناحية الكثافة السكانية ومساحة المدينة، وتبلغ نسبة التحضر فيها أكثر من 95% وذلك حسب التقرير الرسمي لـ الهيئة العليا لتطوير منطقة الرياض.
- عُلقة: وهي أهم وأكبر المراكز التابعة للزلفي وتقع إلى الشمال من مدينة الزلفي ويقطنها حوالي 2850 نسمة. وتتوفر فيها مراكز ومرافق حكومية وهي من أقدم المناطق السكنية بالزلفي وتنقسم إلى الرفيعة في الجنوب والسعيدية في الشمال ويحوي حي السعيدية أقدم جامع في إقليم الزلفي.

### المراكز التابعة للمحافظة
تتكون المحافظة من عدة مراكز على النحو التالي:-
- مركز الثوير: من القرى الكبيرة وتعد أكبر قرية في المنطقة وتقع وسط نفود الثويرات ويوجد فيها مركز إمارة ومرافق حكومية، وتبعد عن مدينة الزلفي حوالي 44 كم ناحية الشمال.من سكانها: القشعمي من شمر والفهد والفرهود من عتيبة والطريقي دواسر والحمد من عتيبة.
- سمنان: كانت قرية قديمة فيها مركز إمارة وهي من أهم القرى في منطقة الزلفي وأقدمها. تقع على مجرى وادي سمنان وفي أعلى الوادي يقع سد سمنان في شرق مدينة الزلفي. كما يوجد على مجرى وادي سمنان بعض المزارع والمساكن. ومن أبنائها مالك بن الريب الشاعر المعروف في عهد عثمان بن عفان
- مركز البعيثة: قرية واقعة في وسط نفود الثويرات توجد فيها مرافق حكومية، وتبعد عن مدينة الزلفي بما يقارب 65. كم ناحية الشمال.
- مركز الجوي: قرية ذات تاريخ عريق فيها مركز إمارة ومرافق حكومية تبعد عن مدينة الزلفي ما يقارب 19 كم ناحية الشمال. من سكانها: الفرج والفرهود من عتيبة، القشعمي والفراج من شمر، البهلال من قحطان.
- الرَّوْضةُ: تقع في الجزاء الجنوب الغربي لمحافظة الزلفي وهي من المناطق الزراعية القديمة ومركز استيطاني قديم يوجد فيها مركز إماره ومدارس ومرافق حكومية وهي من أقدم المقاطعات السكنية بالزلفي وتنقسم إلى الروضة والعقدة والحيطان وبقيع الطراقى ووالبقيع الغربي وبها جامع وقد تناوين بها امارة الزلفي وتضم أكثر من 20 عائلة يعود مسقط راسهم إلى مركزالروضة وكل عائلة لايقل تعدادها عن 500 نسمة ذكور حسب المشجرات.

### القرى
- شلوان: قرية من قرى محافظة الزلفي (شمال غرب)؛ وتبعد عنها مسافة 15 كلم في نفود الثويرات؛ وقد هجرها أغلب أهلها بعد موجة النزوح القروي للمدن في النصف الثاني من القرن الهجري الماضي؛ وبقيت أطلال وحولها بعض المزارع التي لا تزال.
- خب الرضم: قرية حديثة تقع في منطقة المستوي يوجد فيها مرافق حكومية تبعد عن المدينة ما يقارب 50 كم ناحية الغرب.
- بلدة العقلة الأثرية: قرية قديمة تقع جنوب الزلفي وهي من أهم المعالم الأثرية في الزلفي.

بالإضافة إلى 80 قرية وهجرة منها الفيصلية، والثوير، والمر، والطرغشة، والحمظية، والرجمية، وعقيلة، وعريرة، والمنسف، والجوي، وقصيباء، وأبوطرفات، واللغف، وأم الشيح، وأم أرطى، وعشيرة، وخل الهيف، وشلوان، وشليان، والعقلة، وأميه جاري، ومنسية، والمندسة، والأثلة، وأمية الذيب، وغيرها من القرى والعقل، ويصل كثير منها طرق زراعية مسفـلتة.

## الاقتصاد
تتميز محافظة الزلفي بموقعها الاستراتيجي حيث إنها تربط ما بين شمال المملكة ودول الخليج العربي والديار المقدسة مما جعلها منطقة تجارية في الوقت الحاضر والماضي، فأبناؤها كانوا يعملون بالتجارة والتنقل ما بين البلدان بواسطة الجمال وكان عشقهم للتجارة منذ القدم، ومع الطفرة التجارية والعمرانية حظيت المحافظة بنصيب وافر من المشاريع البلدية والصحية والتعليم والخدمات الأخرى حيث شيدت عدد من المباني للإدارات الحكومية وعدد من المدارس بنوعيها للبنين والبنات والشوارع والطرق المسفلتة المنارة.
وقد تم ربط المحافظة بطرق مزدوجة مع طريق الرياض / القصيم السريع وعلى امتداد طريق الأرطاوية الكويت وهناك طرق مزدوجة تم طرح ترسيتها للمناقصة تربط المحافظة مع محافظة الغاط وازدواج الطريق الغربي مع التقائه بطريق الرياض / القصيم السريع.

## الزراعة
وكان لخصوبة أرضها ووفرة مياهها دور كبير في جعل المنطقة من المناطق الزراعية – المشهورة بإنتاج عدد من المحاصيل الزراعية وعلى رأسها القمح والتمور حيث تعتبر من المناطق الرئيسية في إنتاج هذه المحاصيل حيث يصل إنتاج المنطقة إلى 150 مليون كيلو من القمح علاوة على المنتجات الزراعية الأخرى التي تغطي المنطقة ويتم تسويقها للمناطق المجاورة ويتبعها العديد من المراكز والقرى والهجر.
والزلفي مدينة ذات مقومات زراعية كبيرة حيث خصوبة الأرض ووفرة المياه واشتهرت بغزارة إنتاجها النباتي وفي مقدمة ذلك التمور حيث انتشار النخيل، وفي الزلفي حالياً ما يزيد على 8000 مزرعة يبلغ إنتاجها من التمور أكثر من 7360 طن ويوجد في الزلفي أكثر من مليوني نخلة مثمرة، أما المشاريع الزراعية فتصل إلى 79 مشروعاً، ويعود الاهتمام الرسمي بالزراعة في الزلفي إلى عام 1382 هـ عندما افتتح فرع للزراعة وتم تطويره إلى مديرية عام 1405 هـ.

## السياحة
السياحة هي إحدى القطاعات الأسرع نمواً والأكثر ربحاً في الاقتصاد الوطني، حيث يمر الزلفي 3.7 مليون حاج سنوياً وعائدات إجمالية تقدر بنحو 2.7 مليار ريال. تعد الزلفي رابع أكبر محطة للحجاج وخامس أكثر محافظات الرياض في عدد الزوار. على الرغم من التراجع في أواخر عقد الثمانينيات من القرن العشرين وخلال حرب الخليج الثانية، فإن الزلفي منذ منتصف تسعينات القرن سالف الذكر أعادت بناء صناعة سياحة قوية. وأكثر الوجهات السياحية في الزلفي هي بحيرة الكسر وروضة السبلة حيث يزورها (200000 سائح سنوياً وتعد في المرتبة 18 في المملكة من حيث عدد الزوار).

## الحركة التجارية والصناعية
أسوة بكثير من مناطق ومحافظات المملكة العربية السعودية فالزلفي مركز تجاري وصناعي ذو حركة وقدرة كبيرة حيث تنتشر المحلات التجارية فيها بكثرة وحسب الإحصائيات يزيد عدد الرخص التجارية على 7000 رخصة، وتزيد الرخص الصناعية حالياً على 35 مصنعاً مختلفاً لأسلاك اللحام والألمونيوم والمنتجات البلاستيكية والزراعية وهياكل السيارات، ومصانع الخرسانة والبلاط والرخام وغرف النوم والمواد الغذائية والألبان والعصائر وتحلية المياه ومعامل الثلج. ويشرف على الحركة التجارية فرع وزارة التجارة كما توجد غرفة تجارية وصناعية بالمحافظة تساهم في تلك الحركة التجارية الصناعية.

## الخدمات الصحية
بدأت الخدمات الصحية في محافظة الزلفي عام 1375 هـ قبل ما يزيد على 55 سنة بافتتاح أول مستوصف ثم افتتاح مستشفى الزلفي العام عام 1387 هـ والآن تنتشر مراكز الرعاية الصحية في المحافظة والقرى التابعة لها وقبل عامين تم افتتاح المجمع الطبي «المستشفى الجديد»، كما يوجد فرع الهلال الأحمر السعودي وتم افتتاحه عام 1396 هـ.

### البلديات التابعة للمحافظة
- بلدية علقة
- بلدية شلوان
- بلدية مركز الروضة
- بلدية ثوير
- بلدية سمنان
- بلدية خب الرضم
- بلدية عريعره
- بلدية مركز الجوي

### التعليم
بدأ التعليم النظامي في محافظة الزلفي عام 1368 هـ عندما افتتحت أول مدرسة بها وهي مدرسة القدس الابتدائية وكان ذلك في عام 1368 هـ، ومن ثم افتتحت ثاني مدرسة بالزلفي وهي مدرسة ابن خلدون الابتدائية عام 1372 هـ، وتلاها افتتاح مدرسة علقة والروضة الابتدائية عام 1374 هـ، ثم أنشئت إدارة للتعليم عام 1402 هـ، وقد توالى افتتاح المدارس الابتدائية إلى أن بلغت اليوم أكثر من خمسين مدرسة في كل الأحياء والقرى، ويبلغ عدد المدارس المتوسطة للبنين سبع مدارس وخمس ثانويات.
يضاف إلى ذلك المعاهد والكليات المختلفة للتعليم العالي والتي تتبع جهات ومؤسسات تعليمية أخرى وهي: المعهد العلمي التابع لجامعة الإمام محمد بن سعود الإسلامية، ومعهد التدريب المهني والكلية التقنية التابعة للمؤسسة العامة للتدريب التقني والمهني، ويحتويان عدة تخصصات مختلفة، وتوجد أيضاً كلية طب الأسنان وكلية العلوم وكلية التربية.
أما تعليم البنات فقد تم افتتاح أول مدرسة عام 1384 هـ ثم توالى افتتاح المدارس الابتدائية والمتوسطة والثانوية والتي بلغت (27) مدرسة ابتدائية و(13) مدرسة متوسطة و(7) مدارس ثانوية.
بالإضافة إلى كلية التربية للبنات ومركز للتفصيل والخياطة ورياض الأطفال والحضانات.و قد تم افتتاح إدارة تعليم البنات عام 1405 هـ.

## المجتمع

### الحياة اليومية والترفيه
تغيرت عادات الزلفي الاجتماعية والحياة اليومية بشكل عميق منذ حرب السبلة وتحولت البلاد من مجتمع تقليدي للغاية قائم على الزراعة والرعي إلى مجتمع تقدمي وحديث. حيث يفضل معظم الزلفاويين القيام بأنشطة مثل قراءة الصحف ومشاهدة التلفاز والاستماع إلى الراديو والمطالعة وتصفح الإنترنت وممارسة الرياضة، والذهاب إلى الصحراء لصيد والتخييم والرالي بالمركبات ذات الدفع الرباعي والتطعيس والغطس. وفقاً لبعض الدراسات الاستقصائية، فإن أهل الزلفي بشكل عام راضون للغاية عن العلاقات الاجتماعية والأسرية والرعاية الصحية والحياة اليومية وعلاقات الصداقة ولكنهم يجدون الوضع الاقتصادي وفرص العثور على عمل عموماً أقل إرضاء، وخصوصاً في أجزاء من قرى الزلفي التي تعاني من بطالة مرتفعة نسبياً.
تجري اللقاءات الاجتماعية في ساحات البلاد الوفيرة وفي صلات الاحتفالات المتعددة والمنتزهات والصالات الرياضية ومحلات بيع القهوة والاستراحات والمطاعم.

#### النشاط الرياضي
تم افتتاح مكتب رعاية الشباب بالزلفي عام 1395 هـ. وأول نادي تم افتتاحه رسمياً هو نادي طويق في عام 1384 هـ، ثم تلاه نادي الزلفي (مرخ سابقا) في عام 1389 هـ. ويمارس شباب الزلفي أنشطتهم الرياضية وهواياتهم الثقافية والفنية في هذه الأندية والتي تمارس دوراً هاماً في حياة الشباب.
ويوجد في الزلفي أستاذ رياضي متكامل تابع لنادي الزلفي (مرخ سابقا)، بالإضافة إلى نادي الفروسية:
تم تشكيل أول مجلس إدارة للنادي في عام 1415 هـ وكانت السباقات تقام فبل ذلك التاريخ ولكن بشكل غير منتظم. وفي عام 1418 هـ صدر قرار وزاري بتخصيص أرض للنادي بمساحة 4 ملايين متر مربع وتم توفير الأموال اللازمة، وبدئ العمل بالمشروع منتصف شهر رمضان حتى تاريخ افتتاحة رسمياً في29/10/1418 على كأس عز الخيل. وحاز الميدان على عدة بطولات على مستوى المملكة ومن ذلك بطولتين لعز الخيل.

### التقاليد وآداب المائدة
تمتلك الزلفي قواعد سلوك سعودية مماثلة لنظيراتها في نجد. التمسك باتقاليد والمكارم العربية والثقة والكرم وتقديم النفس بشكل جيد والظهور بشكل أنيق عند لقاء أشخاص جدد أساسي لترك انطباع جيد. وتعتبر الاجتماعات العائلية على مائدة الطعام هامة مع الالتزام بآداب المائدة، كما تميل الأسر إلى تناول الطعام معاً على سفره واحدة، أما في الحفلات أو في المناسبات الخاصة قد تتم دعوة الأصدقاء أو الأقارب للمنزل أو إلى مطعم لتناول وجبة معاً وتكون إما حفلات خاصة لرجال أو حفلات خاصة لنساء.

## الأعياد والعطل الرسمية

### الأعياد الدينية
- عيد الفطر
- عيد الأضحى

### العطل الحكومية
اليوم الوطني السعودي (23 سبتمبر)

### الأودية وأماكن الرعي
هناك الكثير من الاودية وأماكن الرعي في الزلفي ومن أشهرها:
وادي سمنان
وهو من أهم أودية الزلفي حيث ينحدر من جبل طويق ويتجه غرباً ويتفرع قبل مركز الروضه -الحيطان-إلى فروع عدة تحيط بالبلدات القديمة بالزلفي. وسمنان ماء ومنهل قديم من مناهل الجاهلية وهذا الاسم منذ العهد الجاهلي وإلى اليوم، وقد ورد ذكر سمنان في الكتي والمعاجم القديمة.
قال ياقوت الحموي: «سمنان قرية في ديار تميم قرب اليمامة».
وقال زياد بن منقذ:
ويقول ابن بليهد في كتابة صحيح الأخبار: «سمنان قرية بطرف جبل اليمامة الشمالي»، وقد اشتهر سمنان منذ القدم بالنخل. وقد ذكره أبو حاتم السحبتاني في كتابة (النخل) حيث قال:
وقد كان سمنان مأهولاً بالسكان منذ القدم وفيه نشاط زراعي وتجاري واجتماعي.
وادي مرخ
أشهر أودية الزلفي وأطولها وسمي بمرخ نسبة لنبات المرخ، ينحدر سيله من جبال طويق مما يلي الغاط شرقاً ثم يذهب سيله باتجاه الشمال حتى يفيض في روضة السبلة. قال ابن بليهد: «وادٍ يقع في الجهة الشرقية من الزلفي قريب روضة السبلة وقريب نفود الضويحي.»

وقد ذكرها الحطيئة مخاطبا عمر بن الخطاب في بيته القائل: 
ولوادي مرخ العديد من الروافد التي تسنده كشعيب السايله وشعيب أم العشاش وشعيب الحسكي وشعيب النوم وشعيب جارالله وغيرها.
وادي عريعرة
وادي من أودية الزلفي ينحدر سيله من جبال طويق ويتجه غرباً إلى بلدات الزلفي. فيه نخيل ومياه كثيرة، وهو منهل من مناهل الجاهلية وقد ذكره ياقوت الحموي بقوله:((عريعرة:ماء لبني ربيعة باليمامة)) وقال الأصمعي: «هي بين الجبلين والرمل.»
جزرة
منهل من مناهل الجاهلية فيها عين جارية وحولها آثار.تقع شمال مدينة الزلفي وتبعد عنها بمسافة (20 كلم). ذكرها جرير بقوله:
وقال الأصفهاني: «ثم أراب (جراب) وهو ماء لبني العنبر ثم جزرة وهي لهم أيضاً.»
الثوير
قرية من قرى الزلفي وهي قديمة ذكرها ياقوت فقال: «أُبيرق أبيض لبني بكر بن كلاب»، وهي قرية داخل أكثبة رمال الثويرات على الشمال من الزلفي وتبعد عن مدينة الزلفي مسافة (40 كلم) وتعد أكبر قرية في المنطقة وتسكنها أسر ضخمة من عوائل عتيبة المتحضرة.
قال الشاعر:
وقال الأصفهاني: «و لبني حنجود أيضاً الحمارة والثوير والموجدة ومياه كثيرة».
الطرغشة
تقع إلى الجنوب من مدينة الزلفي وهي ماء قديم. قال ابن جهين: «الطرغشة معروفه إلى اليوم جنوب بلد الزلفي وعلى مسافة أكيال منها في حفن رمل الرغام، بها آبار وآثار توحي بعمران قديم.»
أم العشاش
تقع إلى الجنوب الشرقي من مدينة الزلفي، وقد ذكرها ياقوت الحموي والفرزدق والأصفهاني.

## الطرق والمواصلات
- طريق الثويرات
- طريق حفر الباطن: يقع بشمال الشرقي للمدينة ويربط الزلفي بـ حفر الباطن.
- طريق الغاط: ويربط جنوب الزلفي بسريع الرياض القصيم ومحافظة الغاط.
- طريق المستوي: يقع غرب الزلفي ويربط الزلفي بطريق القصيم وام سدرة.
- طريق الرياض القصيم السريع: يبلغ طوله 317 كيلومتراً من الرياض للقصيم ويربط جنوب شرق الزلفي برياض مروراً بسدير والغاط.

## الجوامع والمساجد القديمة
- الجامع الشمالي: وهو المسجد الواقع في وسط السوق الشمالي القديم بجوار السوق من الشرق وهو من المساجد القديمة وقد أعيد ترميمه. مسجد العليوية: وهو المسجد الواقع إلى الغرب من السوق الشمالي على امتداد شارع الأمير وهو من المساجد القديمة في حي البلاد إلا أنه كان خارج السور. مسجد أبو عتيق: وهو المسجد الواقع في وسط السوق القديم بجوار السوق من الشرق وهو من المساجد القديمة جداً تم بنائه تقريباً في عام 1096هـ مسجد سالم: وهو المسجد الواقع شرق المسجد الجامع في السوق الشمالي حالياً والمسمى بجامع الملك عبد العزيز وسمي بمسجد سالم نسبة إلى سالم العمر. مسجد الجمل: وهو المسجد الواقع شمال المسجد الشمالي بالقرب من محلات البيان من الغرب وأصله للجاسر ونسب إلى الجمل لأنه يصلي فيه إماما. مسجد الذييب: وهو المسجد الواقع جنوب جامع الملك عبد العزيز على نفس شارع الملك عبد العزيز. مسجد الرومي: وهو المسجد الواقع جنوب مسجد العليوية. مسجد إبراهيم الزويد: وهو المسجد الواقع شرق مسجد سالم باتجاه الشمال خلف أسواق المسعود للجملة. مسجد الخليج: وهو المسجد الواقع في شمال شرق الحي الشمالي خلف أسواق المسعود للجملة قديماً. ومن المساجد القديمة في الحي الجنوبي: الجامع الجنوبي: وهو أقدم الجوامع حيث اسسه علي بن حمد الحمد حوالي عام1230 هـ أقدم مساجد الحي الجنوبي من وهو الزلفي. مسجد الجديدة: وهو المسجد الواقع شمال مدرسة صلاح الدين، وهو من المساجد القديمة.
- مسجد الخويلد: وهو الواقع جنوب الجامع الجنوبي خارج السور القديم
- مسجد المنيع الغربي ويسمى مسجد البدر: وهو من أقدم المساجد في الزلفي ويقع في الشمال الغربي للجامع الجنوبي
- مسجد أبو عمر: وسمي بهذا الاسم نسبة لإمامه ماقبل الأخير الشيخ عبد الله الغديان (يرجع للمحث من تميم )
- مسجد الواصل: ويرجع إلى عبد المحسن الواصل جد السلامة ويقع المسجد جنوب غرب الروضة بمحاذات شعيب الروضة:
- مسجد المجاهد: وهو الواقع على طريق الروضة في شرق الروضة واصله يرجع إلى أمير الزلفي السابق مجاهد العبد الله.
- جامع الروضة: ويقع في مركز الروضة الحي الواقع غرب الحي الجنوبي من مدينة الزلفي وهو من الجوامع القديمة واصله يرجع إلى سعود بن ناصر ويسمى قديما مسجد سعود.
- جامع العقلة: ويرجع بناؤه قبل عام 1357هـ. وقد تم ترميمه عام 1434 جامع سمنان: ويقع في مركز سمنان جنوب شرق الجي الجنوبي

## المنتزهات والمواقع السـياحية
- منتزه المطل الشرقي ويقع على جبل طويق في المدخل الشرقي للزلفي على خط طريق الزلفي الحفر.[22]
- منتزه المطل الغربي على نفود الثويرات ويقع في المدخل الغربي على الطريق الذي يصل الزلفي بسريع الرياض القصيم.[22]
- منتزه دوار شارع التحلية[22]
- منتزه خط الكويت[22]
- موقع جزرة[22]
- قصر الأمير سعود بن عبد العزيز بن محمد آل سعود[22]
- موقع معركة السبلة[22]
- روضة السبلة [22]
- روضة اللغف
- قرية الجوى[22]
- مركز سمنان[22]
- قرية المر[22]
- الكسر[22]
- منتزه السعيدانية[22]
- منتزه الزلفي الوطني[22]
- منتجع الضويحي
- الساروت[22]
- المعيزلية[22]
- حديقة الزيتون[22]
- شعيب مرخ
- شعيب المستوي

### المواقع الأثرية
- بلدة العقلة الأثرية[22]
- نقرة العبد القادر[22]
- عريعرة[22]
- المحاجي[22]
- علقه القديمة[22]
- الجرده[22]
- سوق فلاح (الزهرة)[22]
- أبو برقان[22]
- عشيرة[22]
- المنشأة الحجرية في وادي مرخ[22]
- المنشأة في سويس[22]
- قلعة الدوشان[22]
- قلبان البيصية[22]
- الرداعات(مصائد الذئاب والضباع) في سويس[22]
- غار الهلالية بسمنان[22]
- قلعه الجريف بسمنان[22]
- طريق الإبل طلعة أم الذر[22]
- مسجد الرفيعه بسمنان[22]
- قصر الشيخ ابن عبدان[22]
- أبو طرفات[22]
- منيزله [22]
- المليحيه[22]

## هوامش
1. ↑  "تعداد السكان والمساكن". الهيئة العامة للإحصاء. اطلع عليه بتاريخ 2020-07-12.
2. 1 2 3 4 5 6 7 8 9 10 11 12 13 14 15 16 17 18 19 20 21 22 23 24 25 26  http:// www.alzulfi.gov.sa/p1.asp?s=2
3. ↑  "المحافظات - إمارة منطقة الرياض". مؤرشف من الأصل في 2019-03-09.
4. ↑  "تعداد السعودية 2022". مؤرشف من الأصل في 2023-09-30.
5. ↑  "توحيد المملكة ، محمد المانع ، معركة السبلة ، ص132".
6. ↑  (التحفة الذهبية)تأليف: إبراهيم الشريفي ,ط1.,1416,الكويت "نسخة مؤرشفة". مؤرشف من الأصل في 2017-09-10. اطلع عليه بتاريخ 2012-09-09.{{استشهاد ويب}}:  صيانة الاستشهاد: BOT: original URL status unknown (link)
7. ↑  كتاب المؤرخ ياقوت الحموي
8. 1 2  لأخبار النجدية) تأليف: محمد بن عمر الفاخري، ت:عبد الله الشبل، ط جامعة الامام محمد بن سعود الإسلامية
9. ↑  مذكرات ابن ابليهد
10. ↑  كتاب بلاد العرب، أبو فرج الاصفهاني
11. ↑  مجلة العرب حمد الجاسر
12. 1 2 3 4 5 6 7 8 9 10 11 12 13 14 15 16 17 18 19 20 21 22 23 24 25 26 27 28  (جمهرة أنساب العرب) تأليف:ابي محمد علي بن احمد بن حزم ,ط1 1407 عالم الكتب- بيروت
13. 1 2 3 4 5 6 7 8 9 10 11 12 13 14 15 16 17 18 19 20 21 22 23 24 25 26 27 28  تاريخ ابن منقور
14. 1 2 3 4 5 6 7 8 9 10 11 12 13 14 15 16 17 18 19 20 21 22 23 24 25 26 27 28  تاريخ ابن بشر
15. 1 2 3 4 5 6 7 8 9 10 11 12 13 14 15 16 17 18 19 20 21 22 23 24 25 26 27  تاريخ الفخاري
16. 1 2 3 4 5 6 7 8 9 10 11 12 13 14 15 16 17 18 19 20 21 22 23 24 25 26 27 28  تاريخ ابن بسام
17. 1 2 3 4 5 6 7 8 9 10 11 12 13 14 15 16 17 18 19 20 21 22 23 24 25 26 27 28  تاريخ ابن عيسى
18. ↑  حرب في الصحراء، غلوب باشا، صفحة 239
19. 1 2  الكويت وجاراتها، هارولد ديكسون، صفحة 303
20. ↑  حرب في الصحراء، غلوب باشا، صفحة 240
21. ↑  "SURFACE ANNUAL CLIMATOLOGICAL REPORT" (بالإنجليزية). PME. Archived from Old.htm the original on 2016-10-12. Retrieved 2009-08-17. {{استشهاد ويب}}: تحقق من قيمة |مسار= (help)
22. 1 2 3 4 5 6 7 8 9 10 11 12 13 14 15 16 17 18 19 20 21 22 23 24 25 26 27 28 29 30 31 32 33 34 35 36 37 38 39  http:// www.alzulfi.gov.sa/p1.asp?s=6 "نسخة مؤرشفة". مؤرشف من الأصل في 2017-09-10. اطلع عليه بتاريخ 2012-09-09.{{استشهاد ويب}}:  صيانة الاستشهاد: BOT: original URL status unknown (link)

## وصلات خارجية
- بلدية محافظة الزلفي
- الغرفة التجارية الصناعية بمحافضة الزلفي
- محافظة الزلفي